# Otto Wachs
Otto Heinrich Gerhard Adolf Wachs (23 de julio de 1909-30 de diciembre de 1998) fue un deportista alemán que compitió en vela en la clase 8 Metre. Participó en los Juegos Olímpicos de Berlín 1936, obteniendo una medalla de bronce en la clase 8 Metre.

## Palmarés internacional
| Juegos Olímpicos | Juegos Olímpicos  | Juegos Olímpicos  | Juegos Olímpicos |
| Año              | Lugar             | Medalla           | Clase            |
| ---------------- | ----------------- | ----------------- | ---------------- |
| 1936             | Berlín (Alemania) | Medalla de bronce | 8 Metre          |